# مرکور
مرکور (انگلیسی: Merkur) شرکت خودروسازی آمریکایی بود، که در سال ۱۹۸۵ تأسیس و در سال ۱۹۸۹ منحل شد.